# Kasba Jambgi(B.K), Mudhol
Kasba Jambgi(B.K) là một làng thuộc tehsil Mudhol, huyện Bagalkot, bang Karnataka, Ấn Độ.